# Рогулят
Рогу́лят (болг. Рогулят) — село в Габровській області Болгарії. Входить до складу общини Севлієво.

## Населення
За даними перепису населення 2011 року у селі проживали 24 особи, з них 18 осіб (75,0%) — болгари.
Розподіл населення за віком у 2011 році:
Динаміка населення: